# Дзіто
Дзіто́ (яп. 地頭, じとう, «земельний голова») — назва посади завідувачами приватними або суспільним господарством у традиційній Японії 11 — 19 століття.
Початково дзіто називали осіб, які піднімали цілину і за «Законом про довічну приватизацію цілини» від 743 року ставали її власниками. Наприкінці 11 століття, з метою уникнення сплати високих податків державі, ці землевласники дарували свої землі заможнім аристократам та монастирям, і, за умови сплати невисокого податку, ставали завідувачами господарством подарованих ділянок.
Після появи Камакурського сьоґунату у 12 столітті, дзіто перетворилося на державну посаду, на яку з 1185 року призначали лише за схвалення самого сьоґуна. До обов'язків цих посадовців входив контроль за приватними маєтками сьоенами аристократів і монастирів, збір податків, нагляд за дотриманням правопорядку і проведення судів на підконтрольній території. 
Після Смути Дзьокю 1221 року, в якій аристократи на чолі з Імператором виступили проти сьоґунату, кількість дзіто була збільшена і тиск центральної влади на приватне землеволодіння посилився. У 14 — 16 століттях, в часи існування сьоґунату Муроматі дзіто мешкали у провінції, і поступово перетворилися на дрібну місцеву знать. Більшість з них перебували у васальній залежності від військових губернаторів сюґо.
У 17 - 19 столітті, за урядування сьоґунату Токуґави, посада дзіто була збережена. На неї призначали сьоґунівських або ханських офіцерів хатамото, яких наділяли землею у певному провінційному легіоні і зобов'язували збирати з нього податки.